# Vilma Matthijs Holmberg

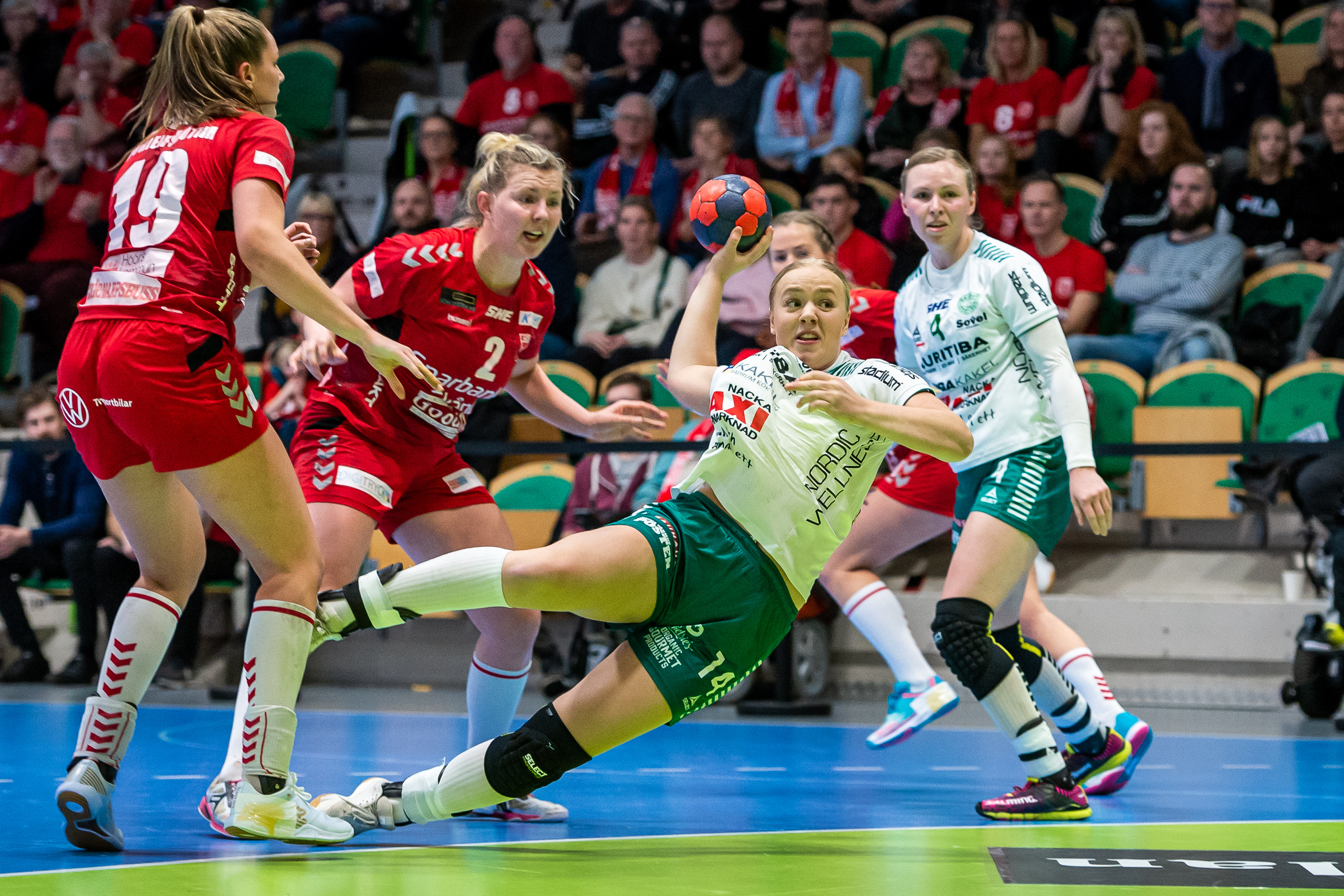
Vilma Matthijs Holmberg med Skuru (2020)

Vilma Matthijs Holmberg, född 25 februari 1999 i Tyresö, är en svensk handbollsspelare (mittsexa).

## Klubbkarriär
Vilma Matthijs Holmberg är handbollsfostrad i KFUM Ulricehamn. 2015 flyttade hon tillbaka till Tyresö och spelade sedan i Tyresö Handboll i allsvenskan. 2018 värvades hon till Skuru IK.
Säsongen 2020–2021 vann hon SM-guld med Skuru samtidigt som hon kom med i all-star team i Svensk handbollselit samt vann MEP-ligan på sin position. 2020 blev hon även utsedd till årets idrottare i Ulricehamn.
2022 var hon med och vann Svenska cupen med Skuru. Säsongen 2021/2022 blev hon åter uttagen i All-Star Team som bästa mittsexa.
Från säsongen 2022–2023 har hon kontrakt med tyska Thüringer HC.

## Landslagskarriär
Vilma Matthijs Holmberg debuterade i A-landslaget 2021 i en VM-kvalmatch mot Ukraina. Hon gjorde sedan mästerskapsdebut i VM 2021.